# Фоа
Фоа (тонг. Foa) — остров в Тихом океане в архипелаге Хаапай. Как и весь архипелаг, входит в состав Королевства Тонга. Площадь Фоа составляет 13,39 км², это крупнейший из населённых островов Хаапай.
Остров расположен на атолловой гряде и вытянут с юго-запада на северо-восток. С юго-западной оконечности Фоа соединён с островом Лифука (тонг. Lifuka) перемычкой, по которой проходит дорога. С севера расположены небольшой необитаемый островок Нукунамо (тонг. Nukunamo) и остров Хаано (тонг. Ha'ano).
На острове находятся шесть деревень, суммарное население которых на 2006 год составляло 1479 человек. Все они расположены на «внутреннем» северо-западном берегу лагуны:
- Фангалеоунга (тонг. Fangale'ounga) (185)
- Фотуа (тонг. Fotua) (300)
- Лофотоа (тонг. Lofotoa) (397)
- Хаафакахенга (тонг. Ha'afakahenga) (115)
- Хаатеихосии (тонг. Ha'ateihosi'i) (81)
- Фалелоа (тонг. Faleloa) (401)

В 2009 году на двух обнажившихся на северо-восточном берегу северной оконечности острова плоских камнях были обнаружены петроглифы.